# Ulla Meinecke
 (octobre 2017).
Si vous disposez d'ouvrages ou d'articles de référence ou si vous connaissez des sites web de qualité traitant du thème abordé ici, merci de compléter l'article en donnant les références utiles à sa vérifiabilité et en les liant à la section « Notes et références ».
Ulla Meinecke, néé le 14 aout 1955 à Usingen, est une chanteuse allemande. Elle a été decouverte par Udo Lindenberg.

## Discographie

### Album
- 1977: Von toten Tigern und nassen Katzen
- 1978: Meinecke Fuchs
- 1980: Überdosis Großstadt
- 1981: Nächtelang
- 1983: Wenn schon nicht für immer, dann wenigstens für ewig (2003 Platin-Schallplatte)[1]
- 1985: Der Stolz italienischer Frauen
- 1986: Kurz vor acht (live)
- 1987: Lied für dich (CD-Kompilation aus Meinecke Fuchs (komplett) und Von toten Tigern und nassen Katzen)
- 1988: Erst mal gucken – dann mal sehen
- 1991: Löwen
- 1994: An!
- 1995: Die Tänzerin und ihre schönsten Lieder
- 1999: Kurz nach acht (Doppel-CD; live)
- 2000: Femina Tausendschön (Kompilation aus den ersten beiden Studio-Alben)
- 2002: Die Luft ist rein
- 2004: Im Augenblick
- 2010: Ungerecht wie die Liebe (Doppel-CD mit ihren besten Liedern und einem Hörbuch)
- 2016: Wir warn mit Dir bei Rigoletto, Boss! (Live-Doppel-CD, aufgenommen im Volkstheater Lübeck und im Polittbüro Hamburg 2015)

### Singles
- 1981: Zu fett fürs Ballett / Alle Kinder wollen heim (RCA)
- 1983: Nie wieder / 50 Tips (RCA)
- 1983: Die Tänzerin / Süße Sünden (RCA)
- 1985: Heißer Draht / Was ich an dir mag (RCA)
- 1986: Der Stolz italienischer Frauen / Prinzessin (RCA)
- 1986: Alles dreht sich / Ey Kleine (RCA)
- 1988: Von mir zu dir / Unten am Ufer (Promo, RCA)
- 1988: Schlendern ist Luxus / Lieb ich dich zu leise (RCA)
- 1991: Heute ziehst Du aus / Das war schon immer so (RCA)
- 1991: Ein Schritt vor und zwei zurück
- 1994: Wir passen nicht zusammen / Tiere / Gut Nacht (Columbia)
- 2002: In Berlin / Nur Gerede (Promo, SPV)
- 2004: Alles schäumt / Lieb ich Dich zu leise / In Berlin